# Заболотское (Кормянский район)
Заболотское (бел. За́балацкае) — упразднённый посёлок в Кормянском районе Гомельской области Республики Беларусь. В составе Литвиновичского сельсовета.

## География
На юге граничит с Дубравино и Рудня, на севере — с Октябрёво.
Транспортные связи по просёлочной, затем автомобильной дороге Корма — Литвиновичи.

## История
До 1 декабря 2009 года посёлок входил в состав Октябрёвского сельсовета.
1 марта 2012 года посёлок упразднён.

## Население

### Численность
- 2009 год — 1 житель

### Динамика
- 2009 год — 1 житель (перепись населения)